# TTV (телеканал, Польша)
TTV, полное название Twoja Telewizja (с пол. — «Твоё телевидение») — польский частный телеканал, вещающий со 2 января 2012. Владельцем телеканала является TVN Group (50,55 % акций).

## История
В сентябре 2011 года TVN Group и компания Stavka заключили соглашение о сотрудничестве в области технологий, рекламы и программирования. Изначально телеканал планировали назвать U-TV, однако из-за нарушений лицензии пришлось переименовать телеканал. Первым руководителем канала стала Лидия Казен.
С 1 февраля 2012 осуществляется спутниковое вещание на платформе Cyfrowy Polsat телеканала: он относится к первому мультиплексу наземного цифрового вещания. В городах Польши осуществляется и интернет-вещание (IPTV).